# Pepe Serna
Pepe Serna (Corpus Christi, 23 luglio 1944) è un attore statunitense.

## Biografia
È diventato famoso per aver interpretato Angel Fernandez socio del malaffare di Tony Montana nel film Scarface. Il personaggio è il protagonista della scena, che venne poi  censurata per la troppa crudezza, in cui uno spacciatore colombiano lo mutila a morte con una motosega.

## Filmografia parziale

### Cinema
- The Student Nurses, regia di Stephanie Rothman (1970)
- Cielo rosso all'alba (Red Sky at Morning), regia di James Goldstone (1971)
- Il solitario di Rio Grande (Shoot Out), regia di Henry Hathaway (1971)
- I nuovi centurioni (The New Centurions), regia di Richard Fleischer (1972)
- Matrimonio di gruppo (Group Marriage), regia di Stephanie Rothman (1973)
- Los Angeles squadra criminale (Hangup), regia di Henry Hathaway (1974)
- Un medico a Brooklyn (The Last Angry Man), regia di Jerrold Freedman (1974)
- Il giorno della locusta (The Day of the Locust), regia di John Schlesinger (1975)
- Il corsaro della Giamaica (Swashbuckler), regia di James Goldstone (1976)
- La polvere degli angeli (A Force of One), regia di Paul Aaron (1979)
- La scelta (Walk Proud), regia di Robert L. Collins (1979)
- Lo straccione (The Jerk), regia di Carl Reiner (1979)
- Accordi sul palcoscenico (Honeysuckle Rose), regia di Jerry Schatzberg (1980)
- I ragazzi del Max's bar (Inside Moves), regia di Richard Donner (1980)
- La ballata di Gregorio Cortez (The Ballad of Gregorio Cortez), regia di Robert M. Young (1982)
- Police Station - Turno di notte (Vice Squad), regia di Gary Sherman (1982)
- Heartbreaker, regia di Frank Zuniga (1983)
- L'affare del secolo (Deal of the Century), regia di William Friedkin (1983)
- Scarface, regia di Brian De Palma (1983)
- Le avventure di Buckaroo Banzai nella quarta dimensione (The Adventures of Buckaroo Banzai Across the 8th Dimension), regia di W.D. Richter (1984)
- Alba rossa (Red Dawn), regia di John Milius (1984)
- Fandango, regia di Kevin Reynolds (1985)
- Silverado, regia di Lawrence Kasdan (1985)
- La morte alle calcagna (Out of Bounds), regia di Richard Tuggle (1986)
- Due palle in buca (Caddyshack II), regia di Allan Arkush (1988)
- Cartoline dall'inferno (Postcards from the Edge), regia di Mike Nichols (1990)
- La recluta (The Rookie), regia di Clint Eastwood (1990)
- American Me - Rabbia di vivere (American Me), regia di Edward James Olmos (1992)
- Weekend senza il morto (Only You), regia di Betty Thomas (1992)
- Una fortuna dal cielo (A Million to Juan), regia di Paul Rodriguez (1994)
- Il coraggioso (The Brave), regia di Johnny Depp (1997)
- Bread and Roses, regia di Ken Loach (2000)
- Ho solo fatto a pezzi mia moglie (Picking Up the Pieces), regia di Alfonso Arau (2000)
- Exposed, regia di Misti Barnes (2003)
- Swarm 2 - Nel cuore della giungla (Deadly Swarm), regia di Paul Andresen (2003)
- Black Dahlia, regia di Brian De Palma (2006)
- Cake, regia di Daniel Barnz (2014)
- Man from Reno, regia di Dave Boyle (2014)
- Ana Maria in Novela Land, regia di Georgina Garcia Riedel (2015)
- Kill or Be Killed, regia di Duane Graves e Justin Meeks (2015)
- Superpowerless, regia di Duane Andersen (2016)
- Downsizing - Vivere alla grande (Downsizing), regia di Alexander Payne (2017)

### Televisione
- The Gun, regia di John Badham – film TV (1974)
- Adam-12 – serie TV, episodio 7x20 (1975)
- The Deadly Tower, regia di Jerry Jameson – film TV (1975)
- Agenzia Rockford (The Rockford Files) - serie TV, episodio 3x02 (1976)
- Kojak – serie TV, episodi 5x09-5x10 (1977)
- The Paper Chase - serie TV, 1 episodio (1978)
- La donna che non voleva perdere (The Streets of L.A.), regia di Jerrold Freedman – film TV (1979)
- Città in fiamme (City in Fear), regia di Jud Taylor – film TV (1980)
- 300 Miles for Stephanie, regia di Clyde Ware – film TV (1981)
- Joe Dancer II: The Monkey Mission, regia di Burt Brinckerhoff – film TV (1981)
- I ribelli dell'acqua (White Water Rebels), regia di Reza Badiyi - film TV (1983)
- Sadat, regia di Richard Michaels – miniserie TV (1983)
- Best Kept Secret, regia di Jerrold Freedman – film TV (1984)
- Streets Of Justice, regia di Christopher Crowe – film TV (1985)
- Supercar (Knight Rider) - serie TV, episodio 4x07 (1985)
- Miami Vice - serie TV, 2 episodi (1986-1987)
- Un anno nella vita (A Year in the Life) - miniserie TV (1986)
- Hunter - serie TV, episodio 4x12 (1987)
- Mamma Lucia (The Fortunate Pilgrim), regia di Stuart Cooper – miniserie TV (1988)
- I dimenticati (The Forgotten), regia di James Keach – film TV (1989)
- Agente speciale Kiki Camarena sfida ai narcos (Drug Wars: The Camarena Story) – miniserie TV, 3 episodi (1990)
- Conagher, regia di Reynaldo Villalobos – film TV (1991)
- Second Chances - serie TV, 10 episodi (1993-1994)
- Un detective in corsia (Diagnosis Murder) - serie TV, episodio 2x16 (1995)
- Kingpin - serie TV, 6 episodi (2003)

## Doppiatori italiani
Nelle versioni in italiano delle opere in cui ha recitato, Heather Locklear è stato doppiato da:
- Saverio Moriones in Police Station - Turno di notte, Criminal Minds
- Pino Ammendola in Le avventure di Buckaroo Banzai nella quarta dimensione
- Eugenio Marinelli in With Love